# Lithocarpus coalitus
Lithocarpus coalitus är en bokväxtart som först beskrevs av Paul Robert Hickel och Aimée Antoinette Camus, och fick sitt nu gällande namn av Aimée Antoinette Camus. Lithocarpus coalitus ingår i släktet Lithocarpus och familjen bokväxter.
Artens utbredningsområde är Vietnam. Inga underarter finns listade.